# Функція фон Мангольдта
Функція фон Мангольдта — арифметична функція, що визначається рівністю: 
{\displaystyle \Lambda (n)={\begin{cases}\log p&n=p^{k}\quad k\geq 1,\\0&n\neq p^{k}\end{cases}}}
де p — просте число. Тобто значення функції є ненульовим лише для степенів простих чисел де значення функції рівне логарифму з відповідного простого числа.

## Властивості
Функція фон Мангольдта задовольняє властивості: 
{\displaystyle \log n=\sum _{d\,\mid \,n}\Lambda (d),\,}
{\displaystyle \Lambda (n)=\sum _{d\,\mid \,n}\mu \log {\frac {n}{d}}}
{\displaystyle \sum _{d|n}\mu (d)\log d=-\Lambda (n)\,}
{\displaystyle \sum _{d|n}\mu \left({\frac {n}{d}}\right)\Lambda (d)=-\mu (n)\log n}
де {\displaystyle \mu } — функція Мебіуса.
де сума береться по всіх дільниках d числа n.
exp(Λ(n)) можна явно визначити:
{\displaystyle e^{\Lambda (n)}={\frac {\operatorname {LCM} (1,2,3,...,n)}{\operatorname {LCM} (1,2,3,...,n-1)}}}
де {\displaystyle {\rm {LCM}}} позначає найменше спільне кратне. 
Значення exp(Λ(n)) для перших натуральних чисел рівне:
1, 2, 3, 2, 5, 1, 7, 2, 3, 1, 11, 1, 13, 1, 1, 2, 17, 1, 19, 1, 1, 1, ... (послідовність A014963 з Онлайн енциклопедії послідовностей цілих чисел, OEIS)
Функція фон Мангольдта тісно пов'язана з дзета-функцією Рімана 'Q(s). Зокрема виконується рівність:
{\displaystyle \log \zeta (s)=\sum _{n=2}^{\infty }{\frac {\Lambda (n)}{\log(n)}}\,{\frac {1}{n^{s}}}}
для {\displaystyle \Re (s)>1}. 
Тоді логарифмічна похідна рівна:
{\displaystyle {\frac {\zeta ^{\prime }(s)}{\zeta (s)}}=-\sum _{n=1}^{\infty }{\frac {\Lambda (n)}{n^{s}}}.}